# Florian Innerebner
Florian Innerebner (* 1989 in Hall in Tirol, Österreich) ist ein österreichischer Schauspieler.

## Leben
Innerebner wurde an der Otto-Falckenberg-Schule in München ausgebildet. Dieses schloss er 2012 ab und ist seit Frühjahr 2012 im Verband des Theaters Augsburg.
Er spielte während seines Studiums in einer Koproduktion mit der Toneelacademie Maastricht als „Ronald“ in Die Altruisten von Nicky Silver  (Regie: Alexander Marusch).
Zudem übernahm er im Stück Jeff Koons von Rainald Goetz (Regie: Christiane Pohle) diverse Rollen und war auch an den Münchner Opernfestspielen in Narrenschiffe (Regie: Barbara S. Weber) zu sehen.
Am Augsburger Theater debütierte er in Der goldene Drache und in Das weiße Album. Seither wirkte er in Der Zauberer von Oz, Im Dickicht der Städte, Tschick, Der Brandner Kaspar und das ewig` Leben, Der gute Mensch von Sezuan und Verrücktes Blut mit.

## Rollen (Auswahl)
- 2014: Michael Kohlhaas
- 2014: Sindbad der Seefahrer (als Sindbad, Seefahrer)
- 2014: Tschick (als Maik Klingenberg)
- 2015: Goldland; Theater Augsburg, Regie: Tobias Ginsburg
- 2015: Bad Boys – Max & Moritz, Theater Augsburg, Regie: Sigrun Fritsch

## Filmografie
- 2012: Tom und Hacke
- 2016: Die Weihnachtsgeschichte
- 2018: Geister der Weihnacht